# Incendie de l'hôpital Ibn al-Khatib de Bagdad
L'incendie de l'hôpital Ibn al-Khatib de Bagdad est un incendie survenu le 24 avril 2021 dans un hôpital de Bagdad, en Irak, lors duquel au moins 82 personnes sont mortes et 110 autres blessées.

## Incendie
Dans la soirée du 24 avril 2021, une explosion a provoqué un incendie dans l'unité de soins intensifs de l'hôpital Ibn al-Khatib de Bagdad, en Irak. Pendant la nuit, le feu s'est propagé à plusieurs étages. 82 personnes sont mortes à la suite de l'incendie, y compris certains patients qui ont dû être retirés des ventilateurs pour les éloigner du feu. 110 autres personnes ont été blessées.
L'incendie survient alors que l'Irak est gravement touché par la pandémie de Covid-19, avec plus d'un million de cas enregistrés.